# Viozan
Viozan település Franciaországban, Gers megyében. Lakosainak száma 94 fő (2022. január 1.). Viozan Aujan-Mournède, Lagarde-Hachan, Montaut, Sainte-Aurence-Cazaux, Saint-Ost és Sauviac községekkel határos.

## Népesség
A település népessége az elmúlt években az alábbi módon változott:
| Lakosok száma | 131  | 134  | 118  | 121  | 99   | 106  | 113  | 114  | 107  | 94   |
|               | 1968 | 1982 | 1990 | 2006 | 2013 | 2015 | 2017 | 2019 | 2020 | 2022 |